# 100456 Chichén Itzá
100456 Chichén Itzá è un asteroide della fascia principale. Scoperto nel 1996, presenta un'orbita caratterizzata da un semiasse maggiore pari a 2,7346900 au e da un'eccentricità di 0,2017170, inclinata di 6,60968° rispetto all'eclittica.
L'asteroide era stato inizialmente battezzato 100456 Chichn Itza per poi essere corretto nella denominazione attuale.
L'asteroide è dedicato all'omonimo complesso archeologico della civiltà maya.